# Карнота (Аленкер)
Карнота (порт. Carnota) — район (фрегезия) в Португалии, входит в округ Лиссабон. Является составной частью муниципалитета Аленкер. По старому административному делению входил в провинцию Эштремадура. Входит в экономико-статистический субрегион Оэште, который входит в Центральный регион. Население составляет 1695 человек на 2001 год. Занимает площадь 18,03 км².
Покровителем района считается Святая Анна (порт. Santa Ana).